# Янко Трампев
Янко Трампев е български строител от XIX век.

## Биография
Янко Трампев е роден в битолското село Смилево, тогава в Османската империя, в големия строителен род Трампеви. Става виден строител в региона и има собствена тайфа, представител на Смилевската школа на Дебърската художествена школа. В тайфата му работят и синовете му Христо и Илия. С тайфата си Янко Трампев строи частни къщи и обществени сгради в Солун.